# Kathleen Petyarre
Kathleen Petyarre (* um 1938 als Kwementyaye Petyarre in Atnangkere; † 24. November 2018 in Alice Springs) war eine Malerin der Aborigines, die nahe Utopia bei Alice Springs im australischen Northern Territory und in den letzten Jahren teilweise in Adelaide lebte. Petyarre gilt als eine der renommiertesten Aborigine-Künstlerinnen.

## Leben
Als sie ein Teenager war, verdingten sich ihre Eltern in der Viehwirtschaft, in der Küche und mit Jobs, die im Tageslohn bezahlt wurden.
Kathleen Petyarre hat sieben Schwestern und gehört zum Stamm der Alyawarre. Sie heiratete kurz vor dem Ende ihres Teenageralters einen alten Aborigine, mit dem sie eine Tochter hat. 1968 wurde in Utopia eine Schule gegründet. Sie wurde dort Lehrerin und verließ ihren Ehemann. An der Schule arbeitete sie 20 Jahre lang und von 1977 bis 1988 gestaltete sie mit ihrer Schwester Batiken in Utopia. Kathleen Petyarre verstarb am 24. November 2018 in Alice Springs.

## Werk
Nach der Zeit der Batikgestaltung fing sie im Jahre 1988 an, auf Leinwand zu malen. Sie stellte die Traumzeit, die ihre Großmutter ihr vermittelte, den Dornteufel, Emu-jagende Frauen, Buschsamen und Dingos dar. Diese Traumzeitfiguren stehen für die östliche Zentralwüste Australiens. Ihre Bilder umfassen auch Zeremonienplätze und Initiationsrituale.
Eine große Ausstellung ihrer Werke im Museum of Contemporary Art Sydney im Jahre 2001 machte Petyarre einem größeren Publikum bekannt. Ihre Werke wurden international und national ausgestellt und befinden sich in zahlreichen Sammlungen. Sie gewann zahlreiche Preise:
- 1996 Telstra 13th National Aboriginal & Torres Strait Islander Art Award in Darwin (Australien)
- 1997 Visy Board Art Prize, Barossa Vintage Festival Art Show in Nurioopta (Australien)
- 1998 Seppelts Contemporary Art Award – Museum of Contemporary Art Sydney (Australien)
- 1998 People’s Choice Award, 1998 Seppelts Contemporary Art Award, Museum of Contemporary Art in Sydney (Australien)